# Gypsum (Colorado)
Gypsum és una població dels Estats Units a l'estat de Colorado. Segons el cens del 2000 tenia 3.654 habitants.

## Demografia
Segons el cens del 2000, Gypsum tenia 3.654 habitants, 1.150 habitatges, i 917 famílies. La densitat de població era de 383,4 habitants per km².
Dels 1.150 habitatges en un 51,2% hi vivien nens de menys de 18 anys, en un 68,8% hi vivien parelles casades, en un 6,8% dones solteres, i en un 20,2% no eren unitats familiars. En el 12,3% dels habitatges hi vivien persones soles l'1,3% de les quals corresponia a persones de 65 anys o més que vivien soles. El nombre mitjà de persones vivint en cada habitatge era de 3,17 i el nombre mitjà de persones que vivien en cada família era de 3,47.
Per edats la població es repartia de la següent manera: un 33,1% tenia menys de 18 anys, un 8,8% entre 18 i 24, un 38,7% entre 25 i 44, un 17,2% de 45 a 60 i un 2,2% 65 anys o més.
L'edat mediana era de 30 anys. Per cada 100 dones de 18 o més anys hi havia 109,7 homes.
La renda mediana per habitatge era de 59.671 $ i la renda mediana per família de 62.384 $. Els homes tenien una renda mediana de 40.139 $ mentre que les dones 29.764 $. La renda per capita de la població era de 21.790 $. Entorn del 4,4% de les famílies i el 5,5% de la població estaven per davall del llindar de pobresa.

## Poblacions més properes
El següent diagrama mostra les poblacions més properes.